# Вішисуаз
Вішисуа́з (фр. vichyssoise) — цибулевий суп-пюре. Суп готується з різних сортів цибулі, насамперед цибулі-порей, яка злегка обсмажується разом з картоплею у вершковому маслі, потім овочі тушкуються в курячому бульйоні. Наприкінці суп збивається разом із вершками до стану пюре. Як правило, страва подається холодною, оскільки вважається, що її особливо доречно їсти літом, у спеку. За французькою традицією суп подається разом із салатом зі злегка обсмаженими з часником креветок і дрібно нарізаного фенхеля. Як і в інші супи-пюре, у вішисуаз інколи додають сухарі.

## Історія
Достеменно не відомо, хто винайшов цю страву. За найбільш розповсюдженою версією її автором є шеф-кухар нью-йоркського ресторану компанії «Ритц-Карлтон» Луї Діа, француз за походженням.
Діа називав його по-французьки фр. crème vichyssoise glacée (укр. охолоджений сливовий вішисуаз) на честь відомого французького курорту Віші поблизу його рідної комуни Монмаро..
З іншого боку, у 1869 році схожий рецепт опублікував у своїй «Королівській кулінарній книзі» (англ. The Royal Cookery Book) французький кухар Жюль Гуффе, однак він не пропонував подавати його холодним..